# Weinmannia spiraeoides
Weinmannia spiraeoides ist eine ausgestorbene Pflanzenart aus der Familie der Cunoniaceae. Sie war auf den Fidschi-Inseln endemisch.

## Merkmale
Weinmannia spiraeoides war ein kleiner Baum von nicht beschriebener Höhe. Die Zweige waren wie die Blattstiele, Blattmittelrippen und Blattunterseiten mit hellen, 0,5 bis 0,8 mm langen Borstenhaaren bedeckt. Die Laubblätter waren 13 bis 27 mm lang gestielt und fünfzählig gefiedert. Die bis 1 mm lang gestielten pergamentartigen Fiederblättchen waren von lanzettlich-elliptischer Form, an beiden Enden zugespitzt, 3 bis 6 Zentimeter lang und 1 bis 2,5 Zentimeter breit. Sie besaßen auf jeder Seite 5 bis 9 Seitennerven und waren am Rand mit drei bis vier Zähnen pro Zentimeter scharf gesägt. Die bleibenden Nebenblätter waren 7 bis 10 mm lang, rundlich bis eiförmig und am Rand ebenfalls gezähnt. Die Blattoberseite war, außer an der Mittelrippe, meist kahl. Der Blütenstand ist unbekannt.

## Status
Weinmannia spiraeoides ist nur vom Holotypus, einem Zweig ohne Blüten und Früchte, bekannt, der 1840 auf der Fidschi-Insel Ovalau in einer Höhenlage von 150 m gesammelt wurde und sich heute im Herbarium des Arnold Arboretum befindet. Der taxonomische Status der Art ist umstritten. So vermutete der Botaniker Albert Charles Smith 1952 im Journal of the Arnold Arboretum, dass es sich bei Weinmannia spiraeoides um eine Jungpflanze von Weinmannia richii gehandelt haben könnte. Gleichzeitig bemerkte Smith aber, dass die Behaarung und die gezähnten Nebenblätter von Jungpflanzen des Taxons Weinmannia richii abwichen.